# 八份姑媽宮
23°7′42.9″N 120°12′57.54″E / 23.128583°N 120.2159833°E

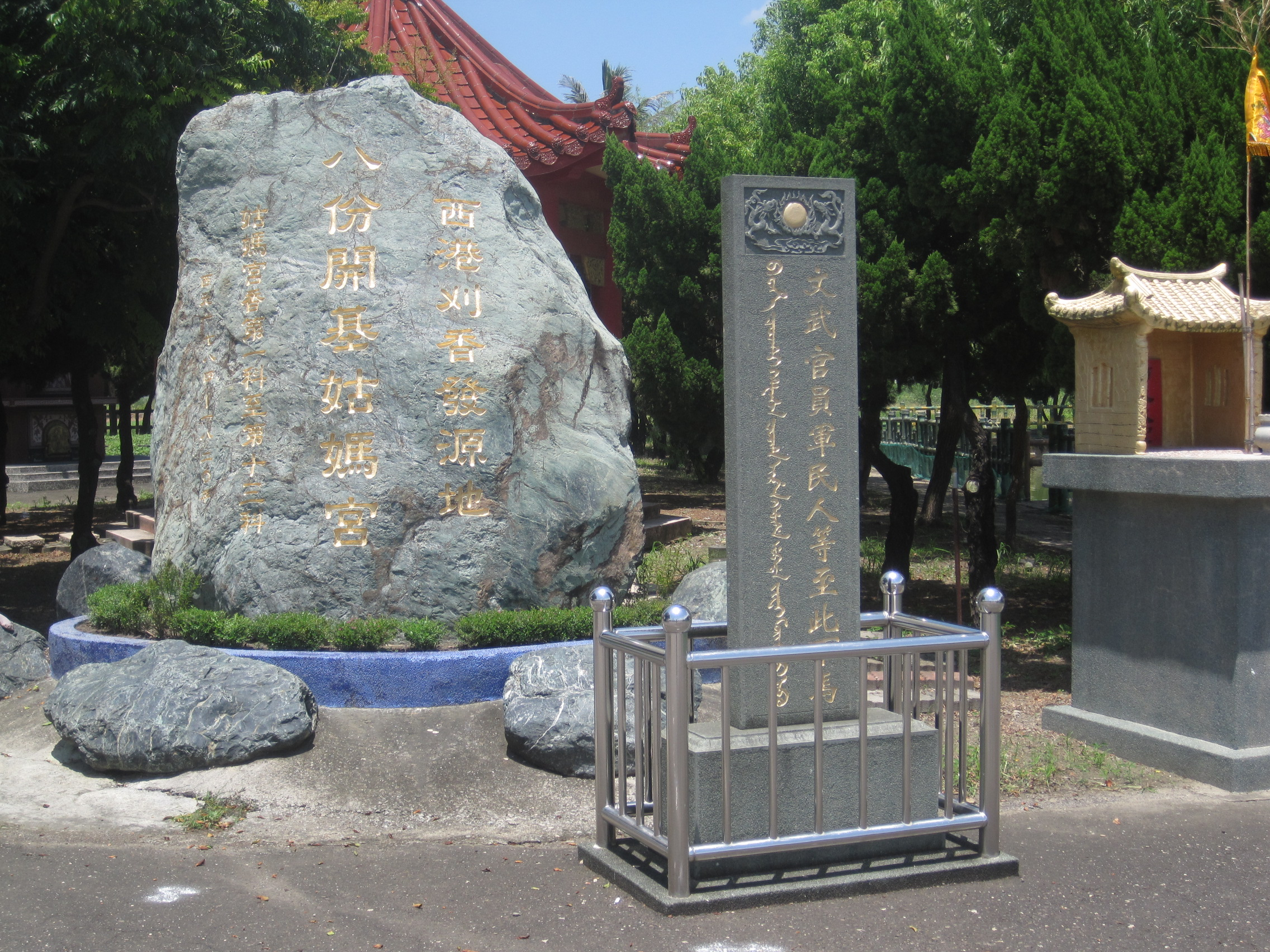
八份姑媽宮新刻的下馬碑與西港刈香發源地紀念碑

八份姑媽宮位於臺灣臺南市西港區港東里，曾稱懿德宮，供奉「鄞、何、李、紀」四仙姑。該廟相傳是南瀛五大香之一的西港香發源地，直到1823年曾文溪大水導致該廟香火沒落，才轉由西港慶安宮接辦。

## 沿革

### 立廟由來
根據廟方所立的〈沿革〉碑之說法，該廟創建於明萬曆八年（1579年），之後在萬曆卅九年（1610年）、崇禎十五年（1642年）、永曆卅一年（1677年）等年重修。日治時期的《臺南州祠廟名鑑》記載該廟是創建於咸豐十一年（1861年）左右，不過康熙年間的《諸羅縣志》已有此廟的記載。此外廟方沿革碑則稱咸豐十一年（1861年）是該廟第八次重修，此次重修並將廟名改為「懿德宮」。

### 發展

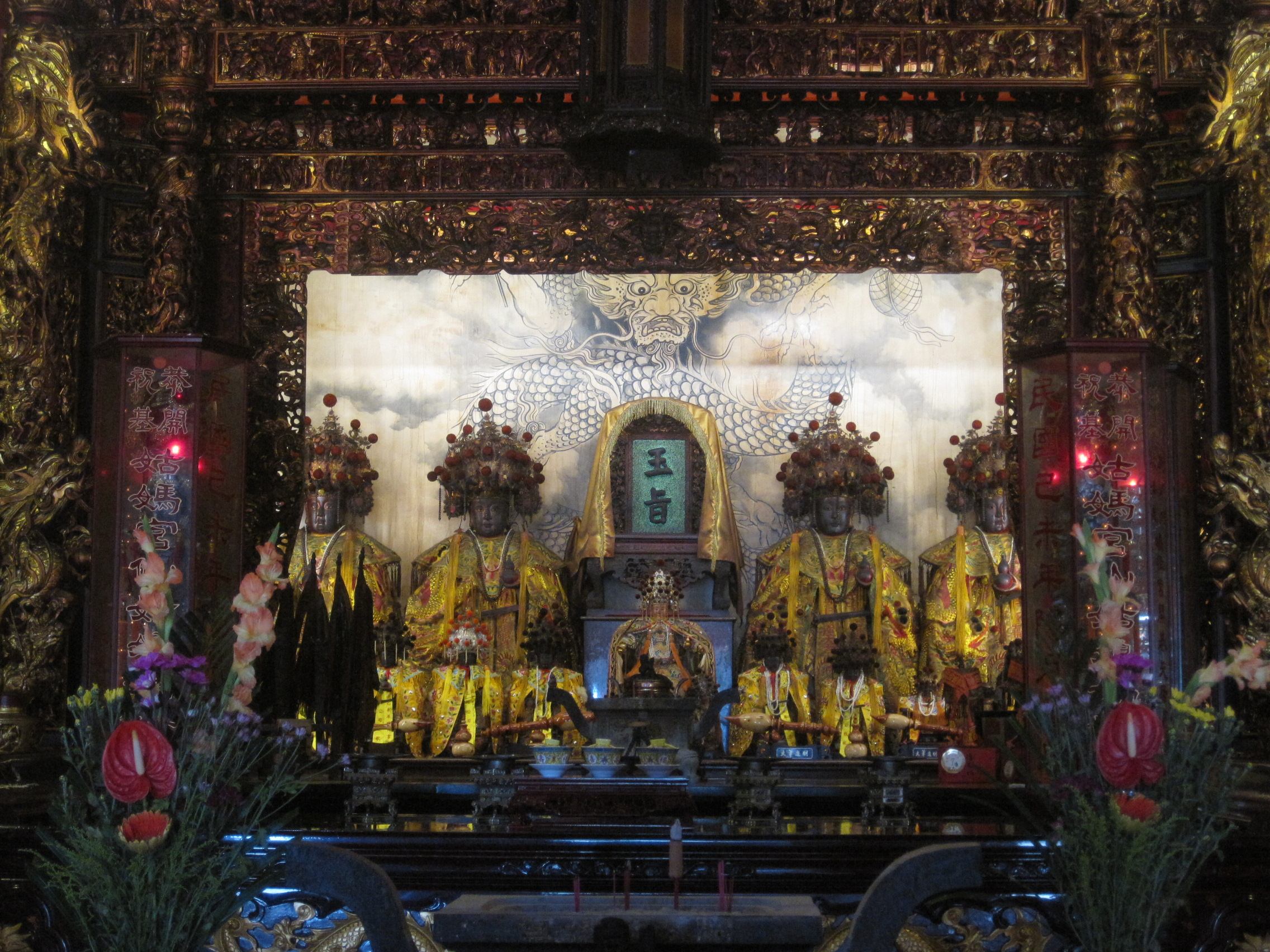
仙姑娘媽

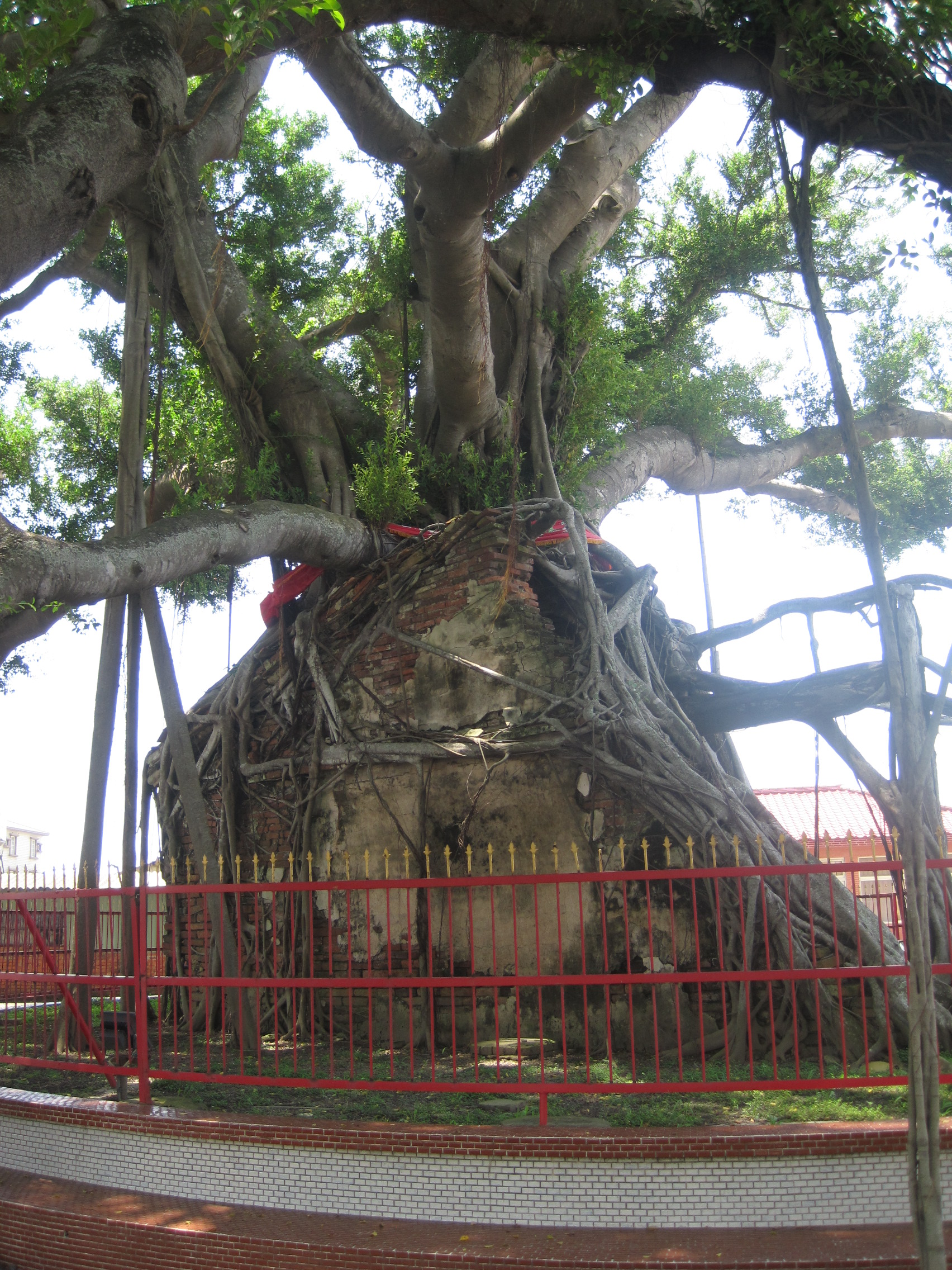
舊廟遺跡

姑媽宮相傳因為神威顯赫，清廷因而賜與樟木製成的「下馬牌」與木製「聖旨牌」，但下馬牌據說在道光三年（1823年）的水災中被沖走。而西港香的起源據說是在乾隆四十九年（1784年）有位姑媽宮陳姓信徒，在曾文溪「十八欉榕凹湖仔」發現一艘王船，並將之迎回姑媽宮。此後每三年一科舉行遶境，即是早期的西港香活動。然而道光三年的大水重創姑媽宮與廟境聚落，舉行祭典發生困難，自此改由西港慶安宮接辦。
此外根據廟方沿革碑的說法，該廟在康熙四十八年（1709年）設有社學。之後在雍正二年（1724年）、乾隆廿一年（1756年）、嘉慶元年（1796年）重修過。道光年間的大水後，該廟在道光十六年（1836年）重修，而後咸豐十一年（1861年）再修並更名「懿德宮」。進入日治時期後，於明治四十三年（1910年）再次重修。
民國67年（1978年），姑媽宮在今址重建，並於民國72年（1983年）落成。舊廟遺址在廟前，有一棵大榕樹貫穿。民國107年（2018年）舉行西港香時，姑媽宮的仙姑娘媽首次被邀請參與「南巡」遶境。據西港慶安宮的說法，是因為追本溯源，為感念過去八份姑媽宮主辦西港香的貢獻，所以迎請仙姑娘媽隨同南巡。

## 其他

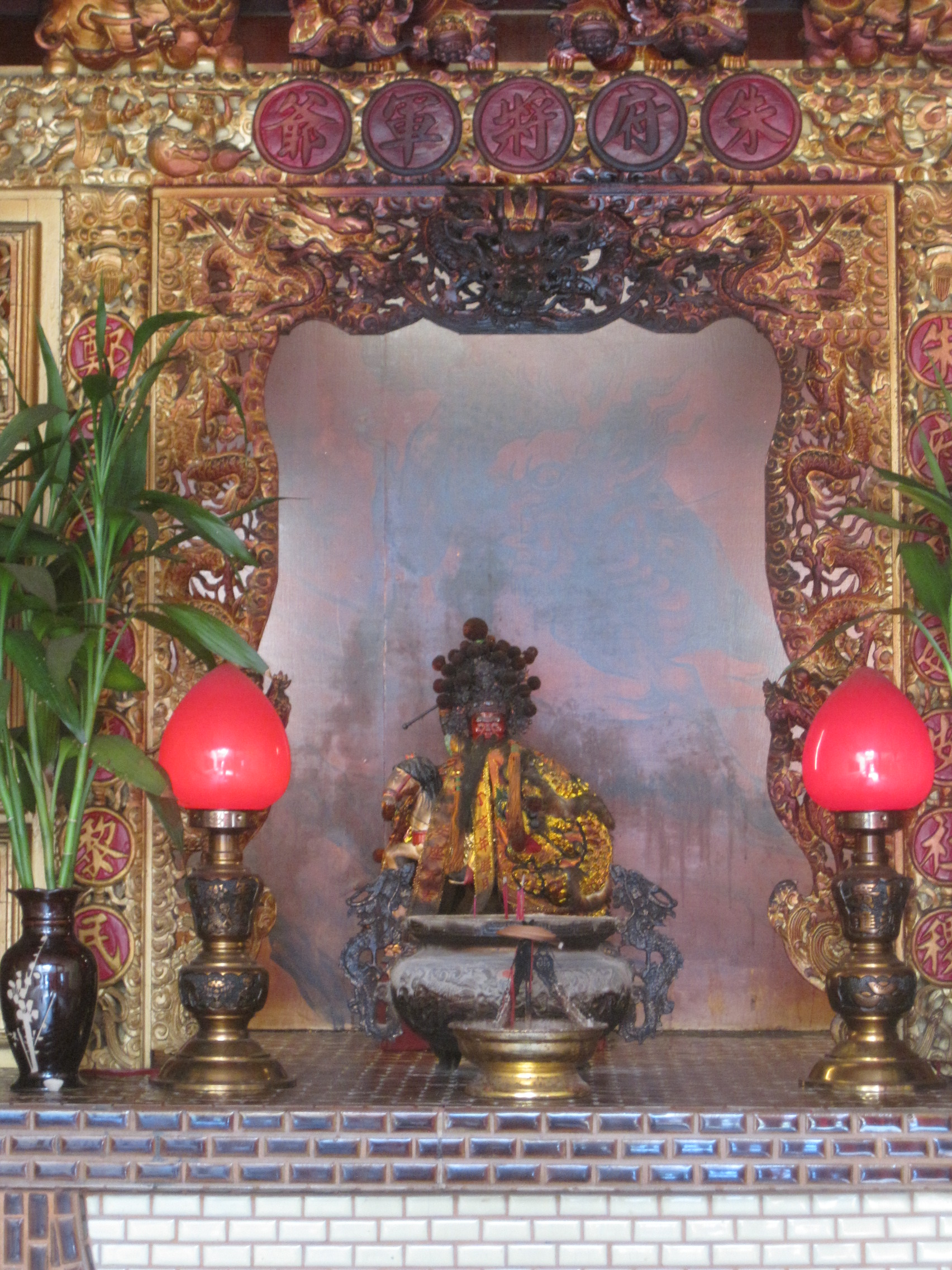
朱府將軍爺

八份姑媽宮原本組有金獅陣，在乙未抗日時姑媽宮的金獅陣也加入抗日行列。但據說金獅陣成員在出征時都會請示該廟的「二太子」日軍的位置，不過二太子總故意指反方向，所以每次出征都沒有遇到日軍，全員無傷回來。後來因怕遭日方掃蕩追究，便將金獅頭藏到姑媽宮南營前的三角埤池底，日治時期有一次在疏濬三角埤爛泥才又挖了出來。
姑媽宮廟供奉有一尊「朱府將軍爺」，是民國72年（1983年）重建後神明降駕指示要求增祀。又據說姑媽宮舊廟廟前原有一座八角亭，亭柱寫有對聯「循吏本醇儒名垂竹帛，孤忠成大節氣壯山河」，《南瀛古厝誌》一書認為該對聯與鄭成功有關，且該位「朱府將軍爺」可能與被賜姓「朱」的鄭成功有關。